# HD 68457
HD 68457，又名BD+60 1119，SAO 14479、HR 3221，是一颗恒星，视星等为6.45，位于銀經156.59，銀緯33.69，其B1900.0坐标为赤經8h 7m 24.8s，赤緯+60° 33.69′ 58″。